# Antonio Curina
Antonio Curina (Pietralunga, 11 aprile 1898 – Fiesole, 20 novembre 1974) è stato un politico e partigiano italiano.

## Biografia
Esponente del Partito d'Azione e amico di Aldo Capitini, partecipò attivamente alla Resistenza con il nome da partigiano "Bruno". Nel 1943 fu fondatore e presidente del Comitato di liberazione nazionale di Arezzo. Il 16 luglio 1944 è stato nominato dal prefetto sindaco di Arezzo, su indicazione del CLN, rimanendo in carica fino alle prime elezioni democratiche del marzo 1946.
Fu consigliere comunale nella prima legislatura dal 1946 al 1951. Fu anche presidente del comitato provinciale dell'Anpi e si avvicinò al socialismo autonomista di Ignazio Silone.
Trasferitosi prima a Firenze e poi dal 1962 a Fiesole, si occupò di pedagogia collaborando con il Tribunale dei minori e scrivendo testi di carattere pedagogico e libri scolastici per le scuole elementari. Nel 1957 pubblicò Fuochi sui monti dell'Appennino toscano, volume-testimonianza sulla Resistenza aretina.